# Pangasius sanitwongsei
Pangasius sanitwongsei es una especie de peces de la familia Pangasiidae en el orden de los Siluriformes.

## Morfología
- Los machos pueden llegar alcanzar los 300 cm de longitud total[2][3] y los 300 kg de peso.[4]

## Alimentación
Come peces  y crustáceos.

## Distribución geográfica
Se encuentran en Asia: cuencas de los ríos Mekong y Chao Phraya.

## Costumbres
Es una especie migratoria.

## Estado de conservación
Es precario debido a la sobrepesca, la pérdida de su hábitat natural y la contaminación.

## Uso comercial
Se comercializa fresco.